# Танец дракона
Танец дракона (кит. трад. 舞龍, упр. 舞龙, пиньинь wǔ lóng, палл. ву лун) — китайский традиционный танец и представление. Как и танец льва, он довольно часто используется на различных празднествах и фестивалях.
Дракон традиционно символизирует в Китае силу и достоинство, сами китайцы иногда называют себя «потомками дракона». Считается, что дракон приносит людям удачу. Танец дракона — важный момент Китайского Нового года, празднуемого китайской общиной по всему миру.

## История
Во время династии Хань в древних текстах описывались различные формы танца драконов. Танец дождя, выполняемый во время засухи, тоже может включать использование фигур дракона, поскольку китайский дракон ассоциировался с дождем в древнем Китае, например дракон Инлун считался божеством дождя, а Шэнлун был наделён властью распределять количество ветра и дождя . 

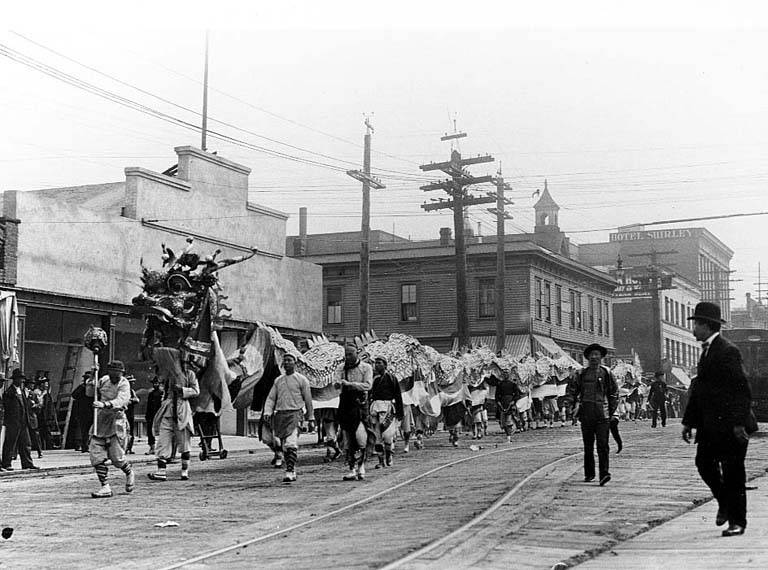
Парад китайского дракона в Сиэтле, ок. 1909 г.

 Согласно тексту династии Хань Дуна Чжуншу, в рамках ритуала, призывающего к дождю, делали глиняные фигуры драконов, и дети и взрослые потом исполняли танец. Количество драконов, их длина и цвет, а также исполнителей могли варьироваться в зависимости от времени года.Другие танцы с участием драконов можно найти в популярной форме развлечений времени династии Хань, шоу баиси, различные шоу, где исполнителей называли «исполнителями пантомимы», одетыми в различных существ, таких как зверей, рыб и драконов. В своем «Лирическом очерке о западной столице» Чжан Хэн собрал различные представления, исполнители которых были одеты как зелёный дракон, играющий на флейте, и о рыбе-драконе, где рыба превращается в дракона. Версия танца с рыбой-драконом, называемая «Расширение рыбы дракона», была также исполнена в Ханском дворце для развлечения иностранных гостей — в этом танце мифическое животное Шенли превращается в камбалу, а затем в дракона. Эти древние танцы, однако, не напоминают современный танец драконов в своих описаниях, а изображения танцев на гравюрах каменного рельефа Хань предполагают, что использованные реквизиты также могли быть громоздкими, в отличие от современного танца драконов, где исполнители используют легкую бутафорию. Пьесы с драконами династии Хань также упоминались в династии Тан и Сун. Рисунки, подобные фонарю в виде дракона, используемые во время Фестиваля фонарей, были описаны в работе династии Сун из «Мечты о великолепии Восточной столицы», где фигуры дракона, установленные для демонстрации, были построены из травы и ткани и внутри которых могли быть размещены многочисленные свечи. Такие драконовые фонари могли также нести и выставлять напоказ на улицу во время фестиваля Фонарей в ночное время. Широкое разнообразие танцев драконов развилось в различных регионах Китая, например, дракон из ткани Фенхуа из Чжэцзяна был сделан из бамбуковой рамы и был покрыт тканью, и считается, что он был разработан в 1200-х годах. Форма танца дракона из округа Тунлян, которая возникла как поклонение тотему змеи, началась во время династии Мин и стала популярной в династии Цин . В современную эпоху правительство Китайской Народной Республики адаптировало и пропагандировало различные традиционные народные танцы , которые способствовали популярности нынешней формы танца драконов, широко распространенной в настоящее время в Китае, а также в китайских общинах по всему миру. Помимо популярной формы драконьих танцев, в танцах драконов из других регионов, например в Чжаньцзян, провинция Гуандун, тело дракона формируется полностью из человеческой цепочки из десятков-сотен исполнителей, а в округе Пуцзян, провинции Чжэцзян, тело Дракона формируется с использованием деревянных табуретов. Число различных драконьих танцев насчитывало более 700.

## Исполнение

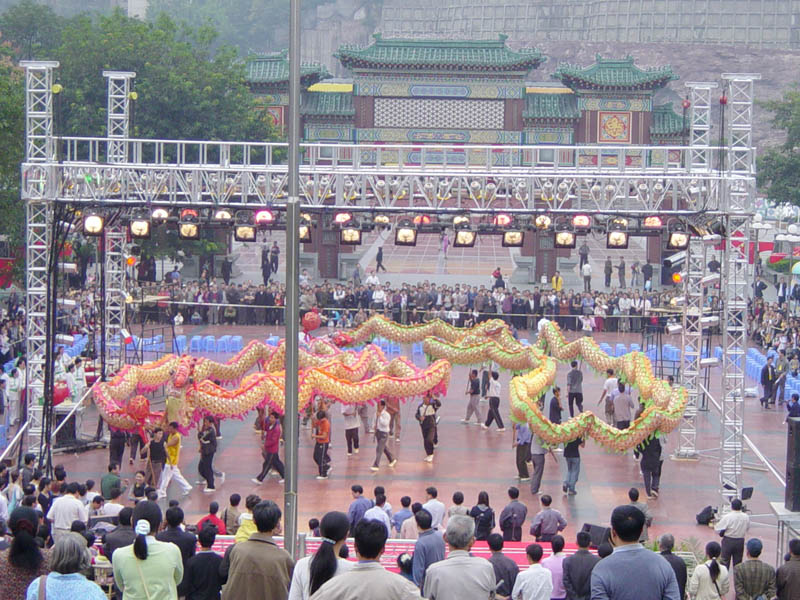
Танец дракона: празднование дня образования КНР, Китай, Чунцин

Представление заключается в том, что специальная команда людей, которая иногда достигает 50 человек, держа на шестах дракона, двигается таким образом, что дракон совершает волнообразные движения. Главная задача команды — вдохнуть в безжизненное тело дракона жизнь и движение. Змееподобное тело делится на секции, к каждой из которых прикрепляются шесты, спереди и сзади тела прикрепляют декоративную голову и хвост. Традиционно драконы изготовлялись из древесины и бамбуковых обручей, а затем покрывались тканями. Для изготовления современных драконов используются более лёгкие материалы — пластик и алюминий.
Управлять драконом довольно трудно, это требует специальных навыков. Любые ошибки одного из участников могут испортить всё дело. При длине около 34 м тело обычно делится на 9 главных секций, число обручей при этом достигает 81, а расстояния между обручами — 35 сантиметров.
Голова дракона, вес которой иногда достигает 14 кг, должна сотрудничать с телом, хвост также должен двигаться в такт с головой. Длина дракона обычно составляет 25 — 35 метров, но для особо крупных фестивалей используются более длинные модели. Согласно мифам, считается, что чем длиннее дракон, тем больше удачи он принесёт.